# Wannabe (canción de Spice Girls)
«Wannabe» (en español: «Quieres ser» o «Querer ser») es una canción del grupo femenino británico Spice Girls, lanzado en 1996 como el primer sencillo de su álbum debut Spice. Es ampliamente considerada como la canción más representativa del grupo, pues llegó a ser un éxito mundial.
El sencillo fue lanzado por primera vez en julio de 1996 en el Reino Unido, donde llegó al puesto número 1 del UK Singles Chart, ocupó esta posición durante siete semanas y recibió una certificación de platino por parte de la BPI. En Estados Unidos no fue lanzado hasta enero de 1997, donde logró encabezar la lista Billboard Hot 100 durante cuatro semanas, convirtiéndose en el único sencillo del grupo en llegar a la primera posición en ese país.
«Wannabe» es una de las canciones más reconocidas y exitosas de los años 1990. A finales de 1996, había sido número 1 en veintidós países y en marzo de 1997, ese número había ascendido a treinta y siete. También se convirtió en el sencillo más vendido en la historia por parte de un grupo femenino, con ventas que superan los 6.000.000 de copias en el mundo.

## Escritura e inspiración
"Wannabe" fue coescrita por las Spice Girls, Richard Stannard y por Matt Rowe, estos dos últimos produjeron la canción. El tema central de la canción es la unión y la solidaridad entre los amigos y en especial, el desafío implícito que hay entre los que son pareja.
Stannard y Rowe comenzaron a escribir las canciones con el grupo en 1995, la primera de ellas fue "Feed Your Love", una lenta y sentimental canción que se grabó especialmente para el álbum debut Spice, pero que finalmente no fue incluida porque se consideró "demasiado ruda" para un público objetivo. Habiendo concluido la primera canción, una de las integrantes del grupo propuso escribir canciones con ritmos de mayor tempo.
Rowe creó un sampler de batería en su caja de ritmos Akai MPC 3000, que resultó ser muy rápido pero a su vez divertido. Para Stannard, este ritmo le trajo a la mente el espíritu de John Travolta y Olivia Newton-John interpretando "You're the One That I Want" en la película Grease.

## Vídeo musical
El vídeo musical de «Wannabe» fue el primero del director sueco Johan Camitz. Este fue contratado por recomendación del mánager del grupo Simon Fuller debido a sus comerciales para Volkswagen, Diesel y Nike. Su concepto original para el vídeo era una toma única del grupo llegando a un edificio exótico en Barcelona, tomando el lugar y haciendo disturbios, de la misma manera que lo hacían cuando buscaban un manager y una compañía discográfica. Unos días antes del rodaje, el 19 de abril de 1996, le denegaron el permiso a Camitz para utilizar el edificio y el rodaje se trasladó al Midland Grand Hotel en St Pancras, Londres.
El video muestra a las Spice Girls corriendo, cantando, bailando y haciendo travesuras en una excéntrica fiesta bohemia. Debido a que el video estaba destinado a ser filmado en una sola toma, el grupo ensayó la rutina varias veces durante la noche, mientras un operador de Steadicam los seguía. El vídeo final se cortó en dos tomas.
El video ganó el premio al Mejor Video Dance en los MTV Video Music Awards de 1997, y el Mejor Vídeo en los Comet Media Awards de 1997. También fue nominado a Mejor Vídeo Británico en los BRIT Awards de 1997 y ocupó el puesto número cuarenta y uno en los 100 mejores vídeos pop de todos los tiempos según Channel 4.

## Versiones cover y otras apariciones
"Wannabe" ha sido cantada por numerosos artistas, tanto en discos y actuaciones en directo. En 1998 American retro-satírico dúo The Lounge-O-Leers hizo un cursi, salón de inspiración interpretación de "Wannabe" de su álbum debut, Experiment in Terror. Intelligent dance music británico μ-Ziq grabó un cover de su cuarto álbum, Lunatic Harness. The London Double Bass Sound grabó una versión instrumental en 1999, un remix de baile fue grabado por Jan Stevens, Denise Nejame, y Sybersound para el álbum de 1997 Sybersound Dance Mixes, Vol. 2, mientras que una versión electrónica fue grabado por las Street Girls para el álbum de 2005 The World of Hits of the 80's. En 1999, la canción fue utilizada en la mezcla polka "Weird Al" Yankovic, "Polka Power!", Por su décimo álbum, Running with Scissors.
Covers de la canción en un estilo punk incluyen una versión parodia thrash de la banda británica de punk rock Snuff de su EP de 1998, Schminkie Minkie Pinkie, una versión punk de la banda holandesa Heideroosjes para su álbum de 1999 Schizo, y un cover de pop punk de Zebrahead por su EP de 2004, Waste of MFZB. Covers en las actuaciones en vivo incluye una versión punk del dúo australiano The Veronicas, y otro de la banda de rock estadounidense Foo Fighters. En 2005, "Wannabe" fue versionado e incluido en la banda sonora de la película animada de Disney Chicken Little. En 2007, la cuarta temporada final de One Tree Hill apareció los personajes femeninos que bailan en grupo para la canción. King Julien realizó esta canción en la película de 2012 Madagascar 3: Europe's Most Wanted. En Los Simpsons Ralph Wiggum canto la canción también. El 3 de octubre de 2012 Geri Halliwell interpretó la canción como solista durante un programa de atención del cáncer de mama. La canción era una balada acústica con letras cambiadas varias, tales como "tienes que llevarte con mis amigos", ha cambiado a "tienes que ser mi mejor amigo". Los personajes Brittany (Heather Morris), Tina (Jenna Ushkowitz), Marley (Melissa Benoist), Kitty (Becca Tobin) y Unique (Alex Newell) le dará cover de la canción en el episodio 17 de la cuarta temporada de Glee.
La canción fue la banda sonora de la teleserie chilena Separados

## Formatos y listas de canciones del sencillo
Estos son los formatos y listas de canciones que se lanzaron en el sencillo de "Wannabe".
| - Versión inglesa CD #1, australiana, brasileña y japonesa 1. "Wannabe" [Radio Edit] – 2:52 2. "Bumper to Bumper" – 3:43 3. "Wannabe" [Motiv 8 Vocal Slam Mix] – 6:20 - Versión inglesa CD #2 1. "Wannabe" [Radio Edit] – 2:52 2. "Wannabe" [Dave Way Alternative Mix] – 3:27 3. "Wannabe" [Motiv 8 Vocal Slam Mix] – 6:25 4. "Wannabe" [Instrumental] – 2:52 - Versión americana y europea 1. "Wannabe" – 2:52 2. "Bumper to Bumper" – 3:43 | - Disco de vinilo de 12" pulgadas para Europa 1. A1: "Wannabe" [Motiv 8 Vocal Slam Mix] – 6:20 2. B1: "Wannabe" [Motiv 8 Dub Slam Mix] – 6:25 3. B2: "Wannabe" [Motiv 8 Vocal Slam Instrumental Mix] – 6:20 - Disco de vinilo de 12" pulgadas para EE.UU. 1. A1: "Wannabe" [Junior Vasquez 12" Club Remix] – 9:20 2. A2: "Wannabe" [Vocal Slam] – 6:20 3. B1: "Wannabe" [Junior Vasquez Club Dub Remix] – 9:20 4. B2: "Wannabe" [Dub Slam] – 6:25 5. B3: "Wannabe" – 2:52 - Wannabe: the Soul Seekerz Remixes (2007) 1. "Wannabe" [Soul Seekerz Extended Vocal Remix] – 6:55 2. "Wannabe" [Soul Seekerz Dub Remix] – 6:56 3. "Wannabe" [Soul Seekerz Radio Edit Remix] – 3:32 |

## Posicionamiento en listas y certificaciones
| Lista (1996–97)                                | Posición más alta |
| ---------------------------------------------- | ----------------- |
| Alemania (Media Control AG)                    | 1                 |
| Australia (ARIA)                               | 1                 |
| Austria (Ö3 Austria Top 40)                    | 2                 |
| Bélgica (Flandes) (Ultratop 50)                | 1                 |
| Bélgica (Valonia) (Ultratop 50)                | 1                 |
| Canadá (RPM Singles Chart)                     | 9                 |
| Dinamarca (Danish Singles Chart)               | 1                 |
| Escocia (Scottish Singles Chart)               | 1                 |
| España (AFYVE)                                 | 1                 |
| Estados Unidos (Billboard Hot 100)             | 1                 |
| Estados Unidos (Mainstream Top 40)             | 4                 |
| Estados Unidos (Adult Top 40)                  | 27                |
| Estados Unidos (Dance Music/Club Play Singles) | 20                |
| Estados Unidos (Hot Dance Maxi-Singles Sales)  | 9                 |
| Estados Unidos (Latin Pop Airplay)             | 9                 |
| Estados Unidos (Rhythmic)                      | 1                 |
| Eurochart Hot 100                              | 1                 |
| Finlandia (OFC)                                | 1                 |
| Francia (SNEP)                                 | 1                 |
| Irlanda (Irish Singles Chart)                  | 1                 |
| Israel (IFPI)                                  | 1                 |
| Italia (Musica e dischi)                       | 3                 |
| Japón (Oricon)                                 | 2                 |
| Noruega (VG-lista)                             | 1                 |
| Nueva Zelanda (Recorded Music NZ)              | 1                 |
| Países Bajos (Dutch Top 40)                    | 1                 |
| Reino Unido (UK Singles Chart)                 | 1                 |
| Suecia (Sverigetopplistan)                     | 1                 |
| Suiza (Schweizer Hitparade)                    | 1                 |

| Lista (2008)                          | Mejor posición |
| ------------------------------------- | -------------- |
| Estados Unidos (Hot Dance Club Songs) | 15             |

| Lista (2012)          | Mejor posición |
| --------------------- | -------------- |
| Japón (Japan Hot 100) | 73             |

| País           | Lista (1996)               | Posición |
| -------------- | -------------------------- | -------- |
| Alemania       | Offizielle Deutsche Charts | 10       |
| Australia      | ARIA                       | 5        |
| Austria        | Austrian Singles Chart     | 19       |
| Bélgica        | Ultratop flamenca          | 12       |
| Bélgica        | Ultratop valona            | 11       |
| Europa         | Eurochart Hot 100          | 6        |
| Francia        | SNEP Charts                | 6        |
| Nueva Zelanda  | Recorded Music NZ          | 15       |
| Países Bajos   | Nederlandse Top 40         | 10       |
| Reino Unido    | Official Charts Company    | 2        |
| Suiza          | Schweizer Hitparade        | 18       |
| País           | Lista (1997)               | Posición |
| Australia      | ARIA                       | 61       |
| Canadá         | RPM Singles Chart          | 68       |
| Estados Unidos | Billboard Hot 100          | 10       |

| País        | Posición |
| ----------- | -------- |
| Reino Unido | 40       |

### Certificaciones
| País           | Proveedor      | Certificación | Ventas/puntaje | Ref.   |
| -------------- | -------------- | ------------- | -------------- | ------ |
| Alemania       | BVMI           | Platino       | 300 000        | [ 72 ] |
| Australia      | ARIA           | 2× Platino    | 140 000        | [ 73 ] |
| Bélgica        | BEA            | Oro           | 45 000         | [ 74 ] |
| Dinamarca      | IFPI Dinamarca | Oro           | 25 000         | [ 75 ] |
| España         | PROMUSICAE     | Platino       | 60 000         | [ 76 ] |
| Estados Unidos | RIAA           | Platino       | 1 000          | [ 77 ] |
| Francia        | SNEP           | Diamante      | 732 000        | [ 78 ] |
| Italia         | FIMI           | Platino       | 50 000         | [ 79 ] |
| Japón          | RIAJ           | Oro           | 100 000        | [ 80 ] |
| Noruega        | IFPI Noruega   | Platino       | 10 000         | [ 81 ] |
| Nueva Zelanda  | RMNZ           | Platino       | 10 000         | [ 82 ] |
| Países Bajos   | NVPI           | Oro           | 40 000         | [ 83 ] |
| Reino Unido    | BPI            | 4× Platino    | 2 400 000      | [ 84 ] |
| Suecia         | GLF            | Oro           | 10 000         | [ 85 ] |
| Suiza          | IFPI Suiza     | Oro           | 25 000         | [ 86 ] |

### Sucesión en listas
| Anterior: «Forever Love» de Gary Barlow             | UK Singles Chart — Sencillo número uno 21 de julio de 1996 — 7 de septiembre de 1996          | Siguiente: «Flava» de Peter Andre                             |
| Anterior: «Lemon Tree» de Fool's Garden             | Irish Singles Chart — Sencillo número uno 3 de agosto de 1996 — 23 de agosto de 1996          | Siguiente: «The Hurling Songs» de The Wild Swans              |
| Anterior: «Killing Me Softly» de Fugees             | Danish Singles Chart — Sencillo número uno 28 de agosto de 1996 — 6 de noviembre de 1996      | Siguiente: «Where Do You Go» de No Mercy                      |
| Anterior: «I Can't Help Myself» de The Kelly Family | Media Control Charts — Sencillo número uno 13 de septiembre de 1996 — 10 de noviembre de 1996 | Siguiente: «Zehn kleine Jägermeister» de Die Toten Hosen      |
| Anterior: «Killing Me Softly» de Fugees             | Eurochart Hot 100 — Sencillo número uno 14 de septiembre de 1996 — 9 de noviembre de 1996     | Siguiente: «Say You'll Be There» de Spice Girls               |
| Anterior: «Macarena» de Los del Río                 | ARIA Singles Chart — Sencillo número uno 26 de octubre de 1996 — 12 de enero de 1997          | Siguiente: «To the Moon and Back» de Savage Garden            |
| Anterior: «Un-Break My Heart» de Toni Braxton       | Billboard Hot 100 — Sencillo número uno 22 de febrero de 1997 — 15 de marzo de 1997           | Siguiente: «Can't Nobody Hold Me Down» de Puff Daddy con Mase |